# Leming
Leming (Lemmus) – rodzaj gryzonia z podrodziny karczowników (Arvicolinae) w obrębie rodziny chomikowatych (Cricetidae).

## Rozmieszczenie geograficzne
Rodzaj obejmuje gatunki występujące w Europie, Azji i Ameryce Północnej.

## Morfologia
Długość ciała (bez ogona) 86–160 mm, długość ogona 8–18 mm; masa ciała 16,2–130 g.

## Systematyka
Rodzaj zdefiniował w 1795 roku niemiecki przyrodnik Johann Heinrich Friedrich Link w książce swojego autorstwa poświęconej historii naturalnej. Gatunkiem typowym jest (absolutna tautonimia) leminga norweskiego (L. lemmus).

### Etymologia
- Lemmus (Lemnus): norw. lemming ‘leming’[15].
- Brachyurus: gr. βραχυς brakhus ‘krótki’; ουρα ourα ‘ogon’[16]. Gatunek typowy: Fischer wymienił kilka gatunków – Brachyurus Blumenbachii G. Fischer, 1814 (nomen dubium), Mus amphibius Linnaeus, 1758, Mus arvalis Pallas, 1779, Mus lemmus Linnaeus, 1758 i Mus rutilus Pallas, 1779 – z których gatunkiem typowym jest Mus lemmus Linnaeus, 1758.
- Hypudaeus: gr. ὑπoδαιος hupodaios ‘podziemny’[17]. Gatunek typowy: Illiger wymienił kilka gatunków – Mus amphibius Linnaeus, 1758, Mus arvalis Pallas, 1779 i Mus lemmus Linnaeus, 1758 – z których gatunkiem typowym jest (późniejsze oznaczenie)[18] Mus lemmus Linnaeus, 1758.
- Myodes: gr. μυωδης muōdēs ‘jak mysz’, od gr. μυς mus, μυος muos ‘mysz’[19]. Gatunek typowy: Pallas wymienił dziesieć gatunków – Mus saxatilis Pallas, 1779 (nomen dubium), Mus alliarius Pallas, 1779 (nomen dubium), Mus oeconomus Pallas, 1776, Mus arvalis Pallas, 1779, Mus socialis Pallas, 1773, Mus gregalis Pallas, 1779, Mus torquatus Pallas, 1779, Mus lagurus Pallas, 1773:, Mus lemmus Linnaeus, 1758 i Mus rutilus Pallas, 1779 – z których gatunkiem typowym jest Mus lemmus Linnaeus, 1758.
- Mirus: łac. mirus ‘wspaniały, cudowny’[20]. Gatunek typowy (oznaczenie monotypowe): †Mirus muhlhoferi Brunner, 1938 (species inquirenda).
- Miromus: łac. mirus ‘wspaniały, cudowny’[20]; mus, muris ‘mysz’, od gr. μυς mus, μυος muos ‘mysz’[21].

### Taksonomia
Lemmus jest rodzajem nominatywnym plemienia lemingów (Lemini), do którego zalicza się także rodzaje Myopus i Synaptomys. Monofiletyczność rodzaju potwierdzają współczesne badania alloenzymów, powtarzających się sekwencji jądrowego DNA oraz sekwencje DNA mitochondrialnego. Współcześni autorzy wyróżniają od 2 do 6 żyjących obecnie gatunków.

### Podział systematyczny
Do rodzaju należą następujące gatunki:
| Grafika | Gatunek              | Autor i rok opisu     | Nazwa zwyczajowa   | Podgatunki         | Rozmieszczenie geograficzne | Podstawowe wymiary                          | Status IUCN |
| ------- | -------------------- | --------------------- | ------------------ | ------------------ | --- | ------------------------------------------- | ----------- |
|         | Lemmus amurensis     | Vinogradov, 1924      | leming amurski     | gatunek monotypowy | endemit Rosji (wschodnie Zabajkale i rzeka Amur na wschód wzdłuż Morza Ochockiego do Gór Kołymskich) | DC: 8,6–11,9 cm DO: 1–1,5 cm MC: 16,2–51 g  | LC          |
|         | Lemmus novosibiricus | Vinogradov, 1924      | leming wyspowy     | 4 podgatunki       | endemit wschodniej Rosji (wschodnia Syberia, między rzekami Lena i Kołyma, Kamczatka, Wyspy Nowosyberyjskie i Wyspa Wrangla)                                                                                           | DC: 9–16,5 cm DO: 0,1–2,3 cm MC: 13,1–124 g | NE          |
|         | Lemmus sibiricus     | Kerr, 1892            | leming brunatny    | gatunek monotypowy | endemit Rosji (północna część europejskiej Rosji, Nowa Ziemia, zachodnia i centralna Syberia na wschód do rzeki Lena)                                                                                                  | DC: 9,9–16 cm DO: 0,8–1,8 cm MC: 49–120 g   | LC          |
|         | Lemmus lemmus        | (Linnaeus, 1758)      | leming norweski    | gatunek monotypowy | Norwegia, zachodnia i północna Szwecja, północna Finlandia i północno-zachodnia Rosja (Półwysep Kolski); południowa granica zasięgu ulega wahaniom w okresach szczytowych                                              | DC: 11,2–15 cm DO: 1–1,8 cm MC: 10–130 g    | LC          |
|         | Lemmus trimucronatus | (J. Richardson, 1825) | leming nearktyczny | 3 podgatunki       | Stany Zjednoczone (wschodnia Alaska) i Kanada (od Jukonu do Nunavut, Archipelag Arktyczny, na południe do Kolumbii Brytyjskiej i północnej Manitoby)                                                                   | DC: 11,5–13,3 cm DO: 1,1–1,8 cm MC: 51–90 g | LC          |
|         | Lemmus nigripes      | (F.W. True, 1894)     |                    | 7 podgatunków      | północno-wschodnia Rosja (trójkąt między Czukockim Okręgiem Autonomicznym, dolnym biegiem rzeki Kołyma i odizolowana populacja w południowej Kamczatce), Stany Zjednoczone (Aleuty i Alaska) i Kanada (zachodni Jukon) | DC: 11,5–13,3 cm DO: 1,1–1,8 cm MC: 51–90 g | NE          |

Kategorie IUCN:  LC  – gatunek najmniejszej troski;  NE  – gatunki niepoddane jeszcze ocenie.
Ponadto znane są gatunki kopalne z epoki plejstocenu:
- Lemmus kowalskii Carls & Rabeder, 1988[27] (Niemcy)
- Lemmus sheri Abramson, 1992[28] (Rosja)